# Lothar von Richthofen
Lothar-Siegfried Freiherr von Richthofen (1894. szeptember 27. – 1922. július 4.) az első világháború ötödik legeredményesebb vadászpilótája 40 légigyőzelmével. Bátyja Manfred von Richthofen (a „vörös báró”), a legeredményesebb első világháborús pilóta.

## Életútja
A háborút a lovasságnál kezdte, majd 1915-ben a Német Légierőnél folytatta (Jasta11). Legeredményesebb bevetésén 1917-ben (Véres Április) 16 győzelmet aratott. 1918 májusában Pour le Mérite kitüntetést kapott. 1918. augusztus 12-én szerezte az utolsó győzelmét, majd súlyosan megsebesült. Sokan technikásabb pilótának tartják bátyjánál. Az első világháború vége felé már ő is Fokker-rel repült. A háború után egy farmon dolgozott, majd polgári utasszállító pilóta lett. 1919 júniusában házasodott meg, ahonnan két gyermeke született. 1922. július 4-én egy Hamburgból Berlinbe tartó, utasokat és leveleket szállító gép motorhibát követően lezuhant, és von Richthofen életét vesztette. Érdekesség, hogy a gép fedélzeten volt az akkori  híres színész, Fern Andrea és főnöke, George Bluen is.